# 大川市
大川市（おおかわし）は、福岡県南西部にある市。筑後地方に属している。家具の大生産地（大川家具）として知られる。

## 地理

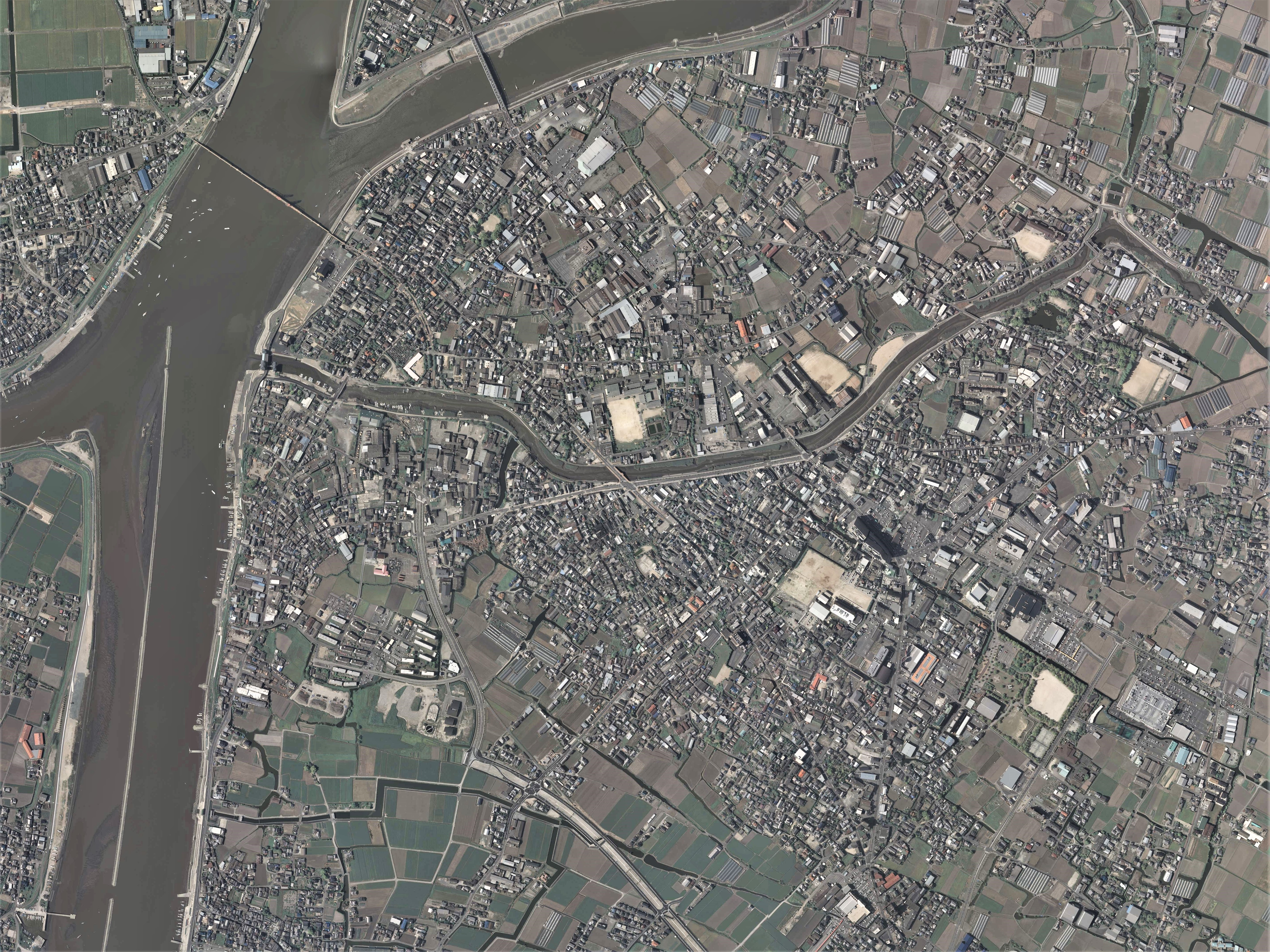
大川市中心部周辺の空中写真。
2008年5月3日撮影の10枚を合成作成。。

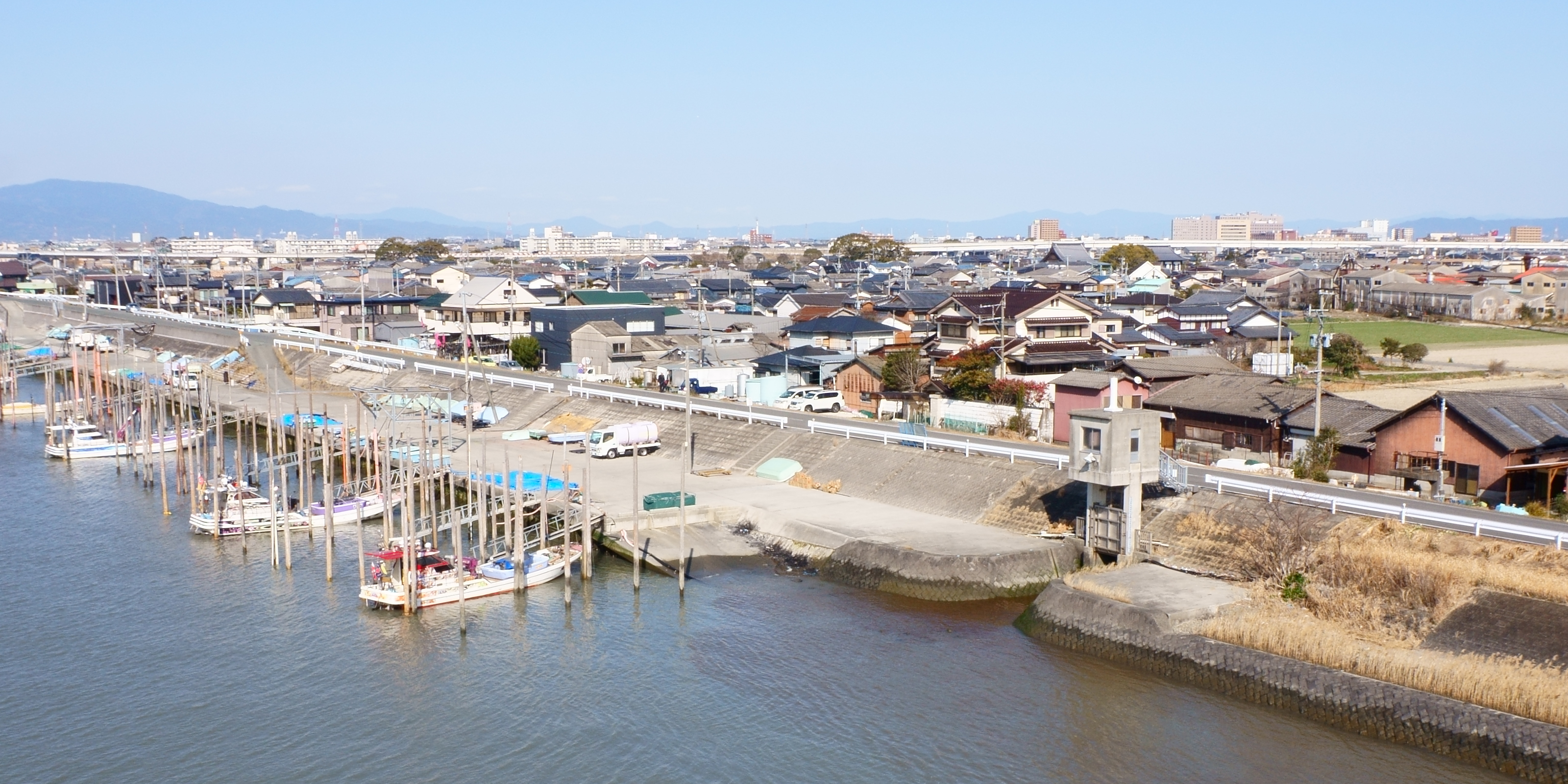
筑後川に面した九網と遠くに広がる大川市街地（新田大橋から）

福岡県の南西部に位置し、福岡市から西鉄天神大牟田線の電車とバスを乗り継いで1時間強である。市の西部を筑後川が北東から南西へと流れ、これが家具の町を形成した主因である。また市の中心部を花宗川が流れ、筑後川へ注いでいる。木工関連産業や商業施設が多数集積しており、独立した経済圏を形成している。福岡県久留米市への通勤率は8.1%である（平成22年国勢調査）。
市域全体が筑後平野の一角をなしており、地形は平坦である。
- 東端：東経130度25分25秒 (中八院)
- 西端：東経130度20分22秒 (大野島)
- 南端：北緯33度10分15秒  (紅粉屋)
- 北端：北緯33度14分41秒  (道海島)

### 河川
- 筑後川
- 花宗川
- 新橋川
- 大堂川
- 早津江川
- 黒津江川
- 佐賀江川

### 橋
- 筑後川
  - 大川橋
  - 筑後川昇開橋
  - 新田大橋
  - 鐘ヶ江大橋
- 花宗川
  - 花宗橋
  - 新花宗橋
  - 明治橋
  - 花宗大橋
  - えのつ橋
  - 酒見橋
  - 入道橋
- 早津江川
  - 早津江橋

### 島
- 大野島
- 道海島

### 隣接する市町村
福岡県
- 久留米市
- 三潴郡大木町
- 柳川市

佐賀県
- 佐賀市
- 神埼市

### 人口
| |                                        |  |
| 大川市と全国の年齢別人口分布（2005年） | 大川市の年齢・男女別人口分布（2005年） |  |
| ■紫色 ― 大川市 ■緑色 ― 日本全国 | ■青色 ― 男性 ■赤色 ― 女性              |  |
| 大川市（に相当する地域）の人口の推移 \| 1970年（昭和45年） \| 51,637人 \| \| \| 1975年（昭和50年） \| 50,395人 \| \| \| 1980年（昭和55年） \| 49,537人 \| \| \| 1985年（昭和60年） \| 47,837人 \| \| \| 1990年（平成2年） \| 45,704人 \| \| \| 1995年（平成7年） \| 43,341人 \| \| \| 2000年（平成12年） \| 41,338人 \| \| \| 2005年（平成17年） \| 39,213人 \| \| \| 2010年（平成22年） \| 37,448人 \| \| \| 2015年（平成27年） \| 34,838人 \| \| \| 2020年（令和2年） \| 32,988人 \| \| |                                        |  |
| 総務省統計局 国勢調査より |                                        |  |
| 1970年（昭和45年） | 51,637人                               |  |
| 1975年（昭和50年） | 50,395人                               |  |
| 1980年（昭和55年） | 49,537人                               |  |
| 1985年（昭和60年） | 47,837人                               |  |
| 1990年（平成2年） | 45,704人                               |  |
| 1995年（平成7年） | 43,341人                               |  |
| 2000年（平成12年） | 41,338人                               |  |
| 2005年（平成17年） | 39,213人                               |  |
| 2010年（平成22年） | 37,448人                               |  |
| 2015年（平成27年） | 34,838人                               |  |
| 2020年（令和2年） | 32,988人                               |  |

### 地名
| 旧大川町 - 榎津 えのきづ - 小保 こぼ - 酒見 さけみ - 向島 むかいじま | 旧三又村 - 鐘ヶ江 かねがえ - 下林 げばやし - 下青木 しもあおき - 道海島 どうかいじま - 中古賀 なかこが - 諸富 もろどみ | 旧川口村 - 九網 くあみ - 新田 しんでん - 津 つ - 一木 ひとつき - 紅粉屋 べにや | 旧田口村 - 上巻 あげまき - 鬼古賀 おにこが - 北古賀 きたこが - 郷原 ごうばる - 坂井 さかい - 幡保 はたほ - 三丸 みつまる |

| 旧木室村 - 大橋 おおはし - 荻島 おぎしま - 上白垣 かみしらがき - 下木佐木 しもきさき - 下白垣 しもしらがき | - 下八院 しもはちいん - 下牟田口 しもむたぐち - 中木室 なかきむろ - 中八院 なかはちいん - 本木室 ほんきむろ | 旧大野島村 - 大野島 おおのしま |

## 歴史

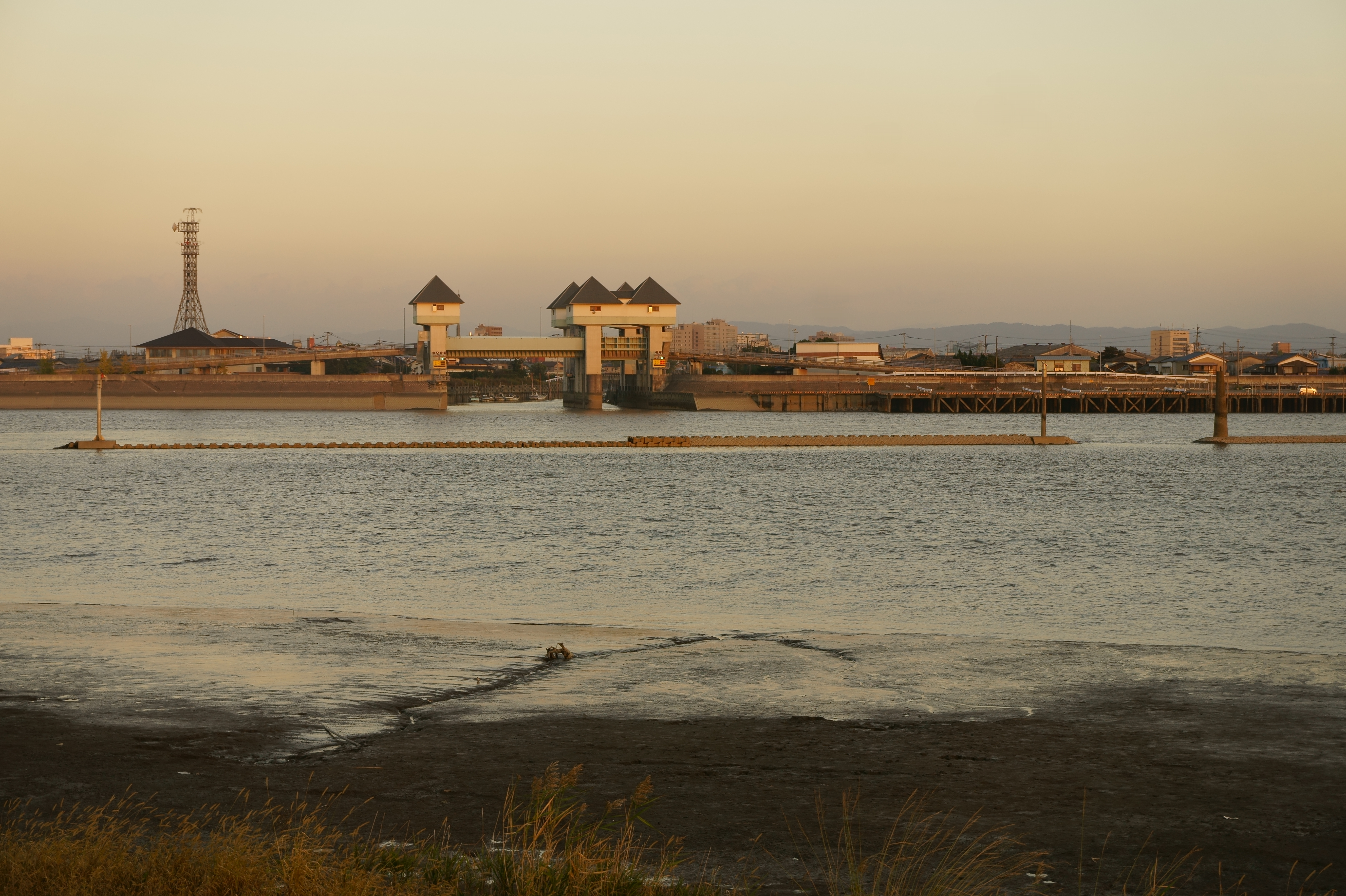
若津港と花宗水門

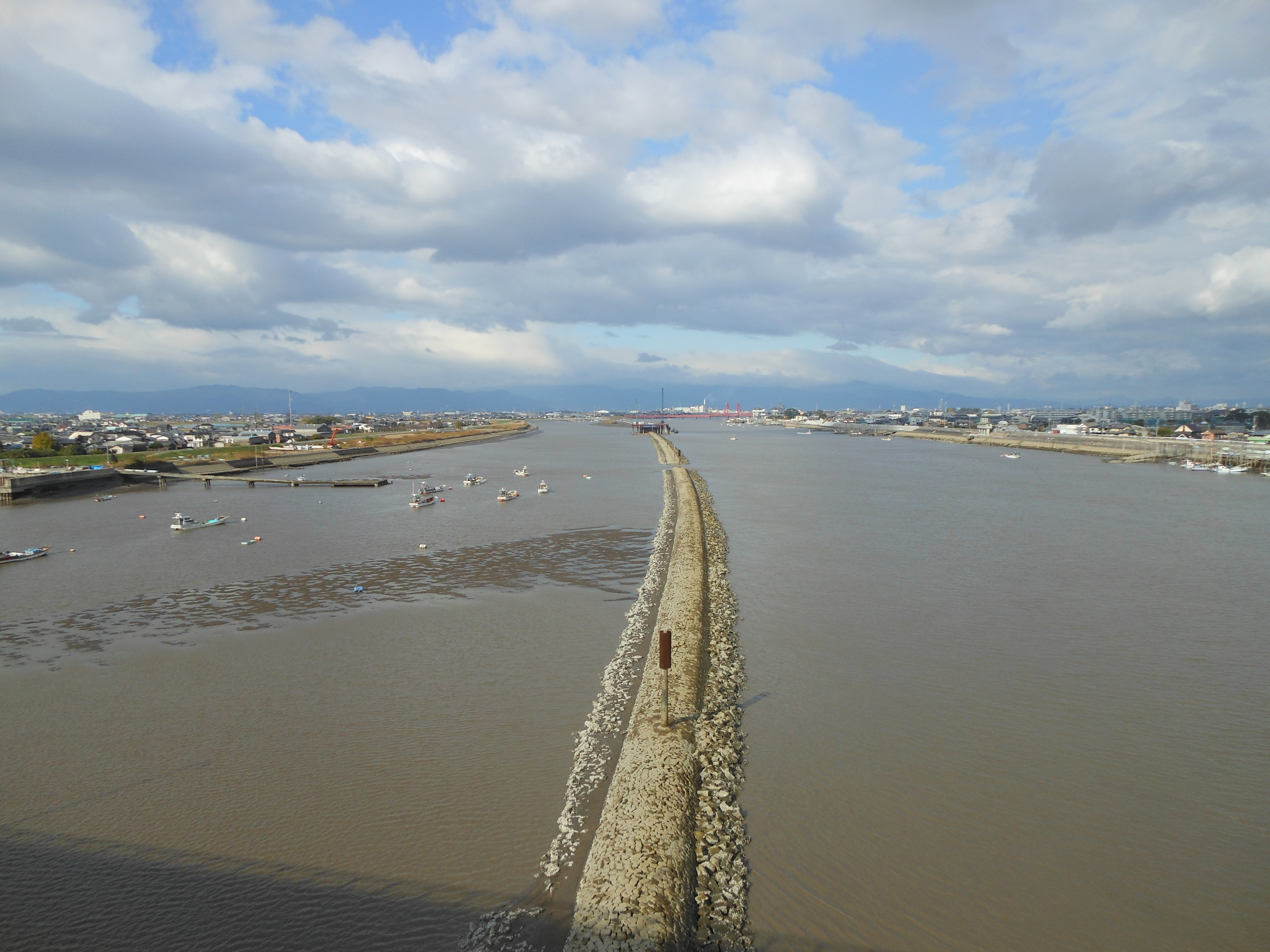
若津港導流堤（デ・レーケ導流堤）

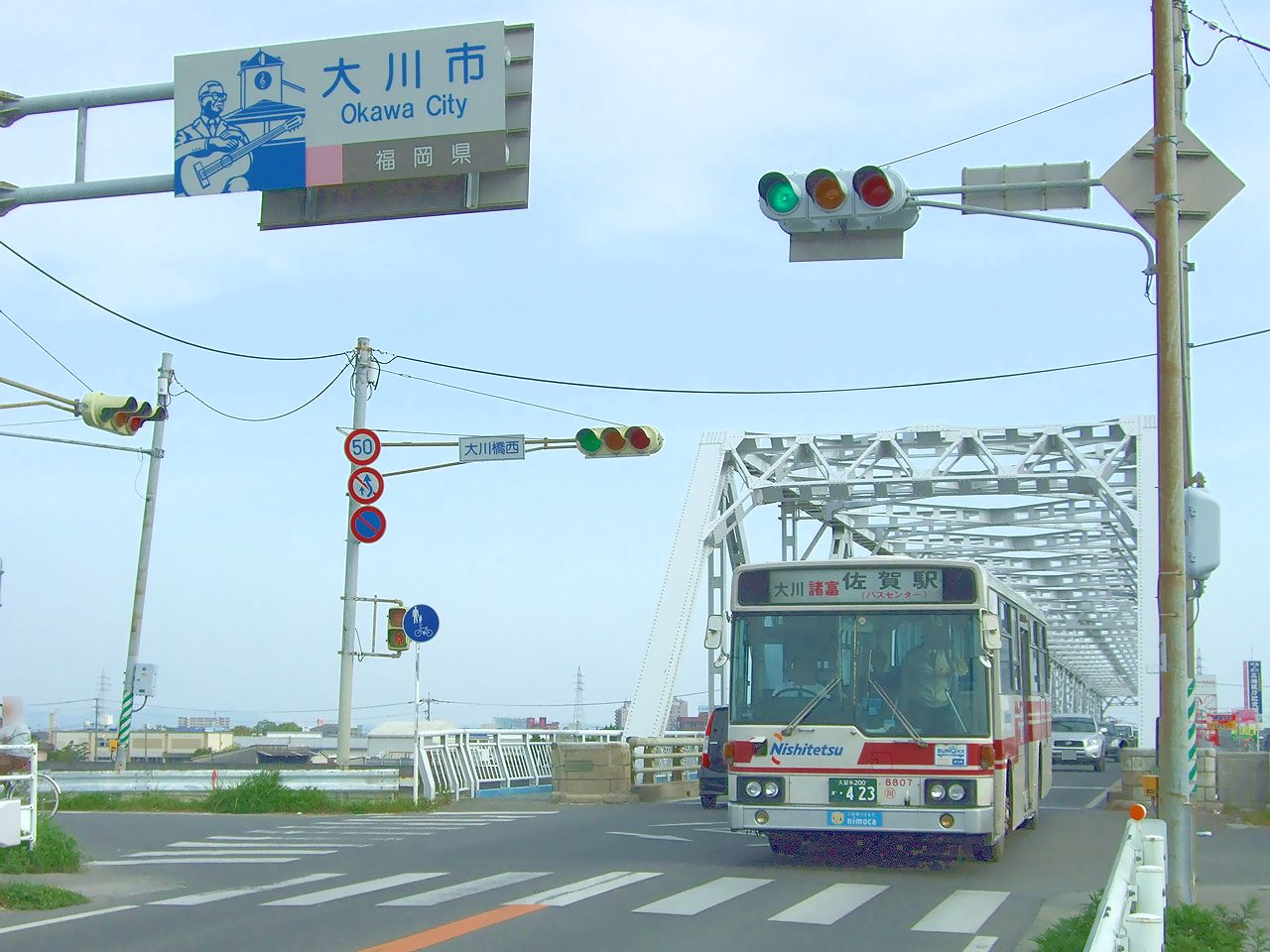
大川橋

### 江戸時代以前
- 戦国時代は、筑後国柳川城主の蒲池氏の領地。
- 1537年（天文6年）頃 - 榎津久米之介の伝播により、木工が始まる。
- 1587年（天文15年） - 筑後国三潴郡は、三池郡・山門郡とともに立花宗茂の領地となる。
- 1601年（慶長6年）
  - 宗茂が関ヶ原の戦いで敗れた西軍についたため改易され、三潴郡は田中吉政の領地となる
  - 大野島の干拓が始まる
- 1611年（慶長16年） - 吉政の死去により、田中忠政が継ぐ。
- 1620年（慶長20年） - 忠政の死去後、嗣子不在のため、武家諸法度に基づき領地を没収された。筑後国北部は有馬豊氏に、南部は大名に復帰を許された立花宗茂に受け継がれる。
- 1751年（宝暦元年） - 若津港を築く。

### 近代
- 1871年（明治4年） - 廃藩置県により三潴県設置。
- 1872年（明治5年） - 三潴県庁を榎津に庁舎を設置するも、まもなく若津に移転。翌年久留米（両替町）へ移転。
- 1876年（明治9年） - 三潴県が廃止され、福岡県となる。
- 1885年（明治18年） - 三潴郡役所を犬塚村生岩から榎津町に移転。
- 1888年（明治21年） - 八女大川線（現在の国道442号線）が開通。
- 1889年（明治22年） - 
  - 4月1日、町村制施行により現在の市域にあたる大川町、田口村、川口村、木室村、大野島村、三又村が成立。
  - 大川鹿島線（現在の国道208号線）が開通。
- 1890年（明治23年） - お雇い外国人のオランダ人技師ヨハニス・デ・レーケにより、筑後川の中央部に導流堤が造られる。郡制発布。柳河区裁判所榎津出張所設置。
- 1891年（明治24年） - 中原〜水入町間の道路（現在の福岡県道768号新田榎津線）が開通。
- 1898年（明治31年） - 大川町役場が新築される。
- 1909年（明治42年） - 三潴軌道（榎津駅〜羽犬塚間）敷設。大川町に電灯と電話が開通。
- 1912年（大正元年） - 大川鉄道の若津駅〜久留米縄手駅間が開通。
- 1913年（大正2年） - 大正橋架橋。
- 1914年（大正3年） - 三潴軌道支線の若津〜柳川間が開通。
- 1916年（大正5年） - 若津港が県営河川港となる。
- 1921年（大正10年） - 大川鉄道が明治橋駅まで延伸。
- 1923年（大正12年） - 江之津橋架橋。
- 1927年（昭和2年） - 花宗橋架橋。
- 1933年（昭和8年） - 国鉄佐賀線に筑後大川駅開設。
- 1935年（昭和10年） - 佐賀線が全通。同時に昇開橋架橋。
- 1938年（昭和13年） - 佐賀線に筑後若津駅開設。若津に三潴保健所を開設。

### 第二次世界戦後
- 1951年（昭和26年） - 早津江橋架橋（6月）。西鉄大川線が休止となる。
- 1952年（昭和27年） - 日田市（筑後川上流）からのイカダ流しが中止。
- 1953年（昭和28年）6月 - 昭和28年西日本水害で筑後川が大洪水。旧大川町一帯の全家屋が浸水[1]。
- 1954年（昭和29年）4月1日 - 市町村合併促進法により、三潴郡大川町・川口村・大野島村・田口村・木室村・三又村の1町5村が対等合併し市制施行。大川市が発足。
- 1955年（昭和30年） - 大川橋が有料道路として開通。
- 1956年（昭和31年） - 佐賀線に東大川駅設置。
- 1961年（昭和36年） - 県道花宗新田線が開通。
- 1964年（昭和39年） - 大川橋取付道路（大川橋 - 中原 - 新茶屋間）が開通。
- 1966年（昭和41年） - 大川橋無料化。
  - 5月6日 - 西鉄大川線が正式に廃止となる。
- 1973年（昭和48年） - 新田大橋が架橋。これに伴い、学生専用の渡し舟「学友丸」が廃止となる。
- 1987年（昭和62年） - 国鉄佐賀線廃止。
- 1989年（平成元年）6月28日 - 三潴郡城島町と境界変更。
- 1990年（平成2年）10月 - 第45回国民体育大会「とびうめ国体」ソフトボール（少年男子・女子）が筑後川総合運動公園で行われる。
- 1992年（平成4年） - 天皇、皇后行幸啓。
- 1995年（平成7年）
  - 7月 - 宿泊研修施設「ふれあいの家」がオープン。
  - 8月 - 市内の生活水路沿いに遊歩道「メロディロード」が完成する。
- 1996年（平成6年）4月 - 昇開橋が遊歩道として開通。
- 1998年（平成10年）12月18日 - 三潴郡城島町と境界変更。
- 1999年（平成11年）6月10日 - 三潴郡大木町と境界変更。
- 2000年（平成12年）3月10日 - 三潴郡大木町と境界変更。
- 2005年   (平成17年)  3月20日 - 福岡県西方沖地震で震度5強を観測。
- 2008年（平成20年）3月 - 有明海沿岸道路が開通。
- 2009年 (平成21年) - 防災行政無線(ふくおかコミュニティ無線)が整備。
- 2016年   (平成28年）4月16日- 熊本地震で震度5強を観測。
- 2019年   (平成31年/令和元年）4月1日-前日をもって大川市消防本部を廃止し、消防業務を久留米広域消防本部に統合。

※参考文献『大川市史』

## 市町村合併
「昭和の大合併」で市となった。「平成の大合併」では、隣接する大木町との合併を目指し、2004年（平成16年）4月1日に大川市・大木町合併協議会を設立したが、2005年（平成17年）1月26日に解散した。また、同じく隣接する柳川市との合併を模索したが、実現には至っていない。

## 行政

### 市長
- 江藤義行（2024年10月23日就任、1期目）

| 代    | 氏名       | 就任年月日     | 退任年月日     | 備考                   |
| ----- | ---------- | -------------- | -------------- | ---------------------- |
| 初-3  | 龍野喜一郎 | 1954年5月10日  | 1966年5月9日   |                        |
| 4-6   | 中村太次郎 | 1966年5月10日  | 1976年4月17日  |                        |
| 7-8   | 古賀龍生   | 1976年5月30日  | 1984年5月29日  |                        |
| 9-10  | 中村晃生   | 1984年5月30日  | 1989年6月7日   | 衆院選出馬のため辞職   |
| 11    | 山崎健     | 1989年7月23日  | 1993年7月22日  |                        |
| 12-13 | 福永邦男   | 1993年7月23日  | 2001年7月22日  |                        |
| 14    | 江上均     | 2001年7月23日  | 2005年7月22日  |                        |
| 15-16 | 植木光治   | 2005年7月23日  | 2013年7月22日  |                        |
| 17    | 鳩山二郎   | 2013年7月23日  | 2016年9月9日   | 衆院補選出馬のため辞職 |
| 18-19 | 倉重良一   | 2016年10月23日 | 2024年10月22日 |                        |
| 20    | 江藤義行   | 2024年10月23日 | 現職           |                        |

### 消防
- 久留米広域消防本部大川消防署(酒見)

（大川市消防本部は2019年3月31日廃止）

### 警察
- 福岡県警察筑後警察署
  - 大川警部交番（酒見、旧・大川警察署）
  - 明治橋交番（向島）
  - 三ツ又駐在所（鐘ヶ江）
  - 木室駐在所（中木室）
  - 大野島駐在所（大野島）

## 議会

### 市議会
- 定数：14人
- 任期：2023年4月30日 - 2027年4月29日

### 衆議院
- 選挙区：福岡6区（久留米市、大川市、小郡市、うきは市、三井郡、三潴郡）
- 投票日：2021年10月31日
- 当日有権者数：374,631人
- 投票率：51.19％

| 当落 | 候補者名 | 年齢 | 所属党派                             | 新旧別 | 得票数    | 重複 |
| ---- | -------- | ---- | ------------------------------------ | ------ | --------- | ---- |
| 当   | 鳩山二郎 | 42   | 自由民主党                           | 前     | 125,366票 | ○    |
|      | 田辺徹   | 60   | 立憲民主党                           | 新     | 38,578票  | ○    |
|      | 河野一弘 | 49   | 日本共産党                           | 新     | 12,565票  |      |
|      | 組坂善昭 | 74   | 無所属                               | 新     | 5,612票   |      |
|      | 熊丸英治 | 52   | NHKと裁判してる党 弁護士法72条違反で | 新     | 3,753票   |      |

## 産業

### 第一次産業
農産物
- 春から秋は米、秋から翌春は麦またはイグサが栽培される。
- イチゴなどの生産が盛ん。最近はイチジクの生産も行われている。

水産物
- 海苔：有明海に流れ込む筑後川河口部で養殖されている[2]。「福岡海苔」の一つ。
- エツ：カタクチイワシ科の一種で、5月下旬から7月上旬にかけて筑後川下流域にだけ遡上。

### 第二次産業
家具・建具（大川市の基幹産業）
大川市とその近隣（福岡県柳川市、大木町など）地域に家具関連の木工製造業者が300以上集まっている。源流は筑後川や有明海の水運に使われた船をつくった船大工にある。市内を見渡すと必ず家具関連の施設が目に入るほどで、特に大川家具工業団地と呼ばれる企業の密集地帯は大川市を代表する企業の倉庫や工場がずらりと並ぶ。大川市だけでなく、隣接地域にも家具関連の企業が非常に多い。住宅様式の変化による据付け家具の増加、低価格な外国産の家具の増加、少子化による学習机の需要の減少、結婚の様式の変化に伴う婚礼家具などの需要が減少。市内や周辺木工所などでは、廃業や倒産の連鎖が問題となる。大川市の家具生産額は2014年で約312億円と、1991年に比べ4分の1の規模に縮小した。打開策として、高い加工技術を要するデザイン性が高い家具や内装品の請負（JR九州「ななつ星 in 九州」にも採用）、猫用の小さな家具製作による技術力のアピールなどに取り組んでいる。大川市も産官学連携を促すなどして、インテリア産業の復興を模索している。
- 主な家具関連企業
(株)関家具、(株)松田家具、(株)サカイ工芸、(株)マーゼルン、大丸木工(株)、(株)上久商店、内田工芸(株)、(株)HARA TECH JAPAN、アートウッド(株)、不二貿易(株)、(株)馬場木工、(株)アルファタカバ、大丸木工(株)

- オーダー　※完全受注生産企業
岡家具工業(株)、(株)河口家具製作所、古賀清木工(株)、(株)園田産業、マルセイリビング(株)、(株)マルヨシ民芸家具

- 近年は通信販売に力を入れる企業が多く、完全に製造を断ち切って専業とする企業も少なくはない。特に近隣には家具関連企業が密集していることから、上記で挙げたような企業に在庫を持たせていても、即座に仕入れることが出来る強みがある。

- 主な通信販売の専業企業
  - 家具のわくわくランド（わくわくランド株式会社）
  - タンスのゲン株式会社
  - エンジョイホーム 楽しい家具屋さん（有限会社ユニファクト）
  - 大川家具ドットコム（インテリアツツミ）

日本酒、酢

### 第三次産業
医療、福祉、教育、娯楽
娯楽施設

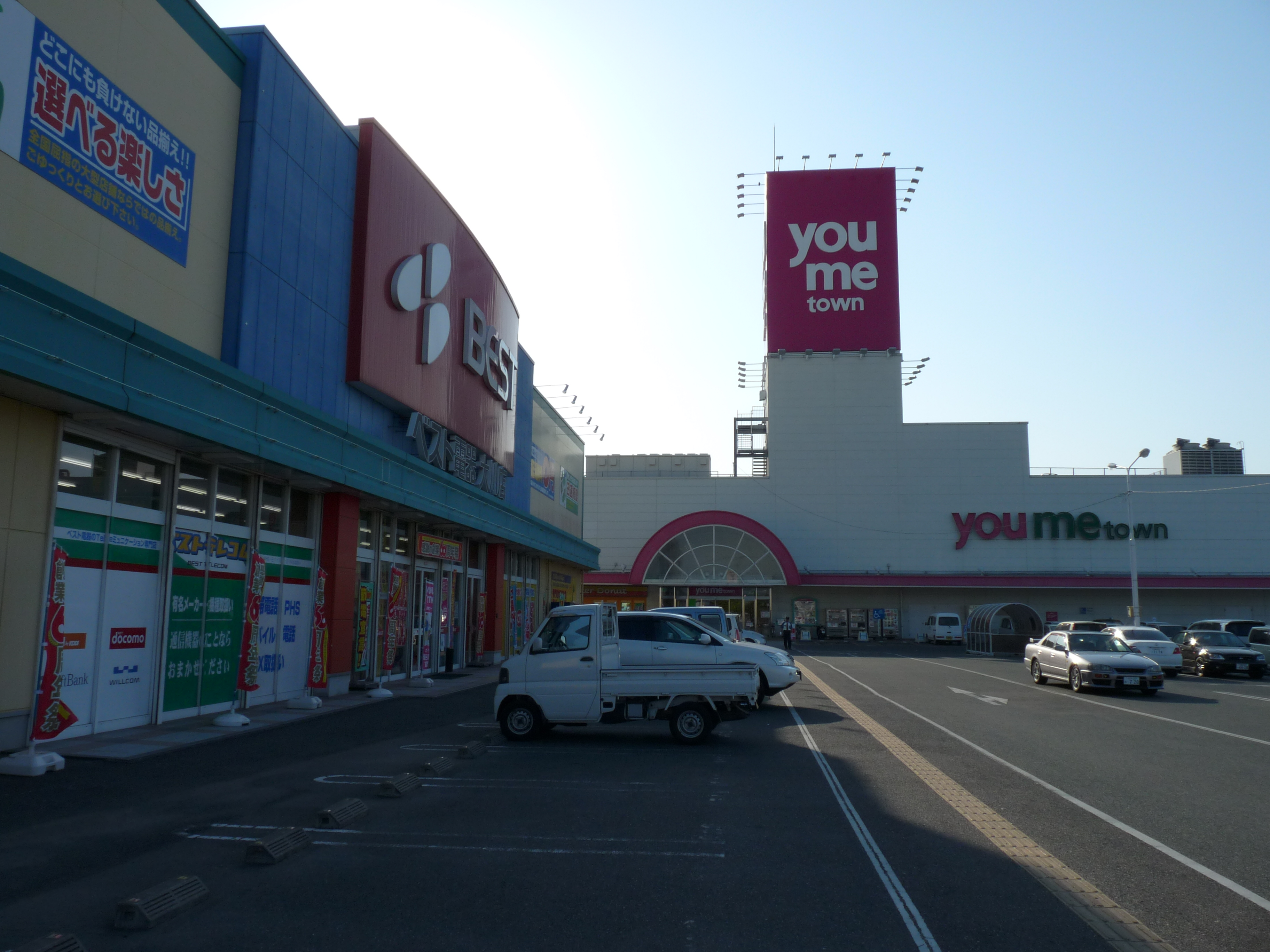
ゆめタウン大川

- 大川シネマホール：2015年開館の映画館。複合施設「おおかわ交流プラザ」内。

商業施設
- ゆめタウン大川

## 姉妹都市
- ポルデノーネ市（イタリア共和国）
  - 1987年9月19日 姉妹都市提携[7]

大川市とイタリアの家具工業界どうしの交流が契機。大川市から同様の家具の街であるポルデノーネに提携を打診。

## 教育

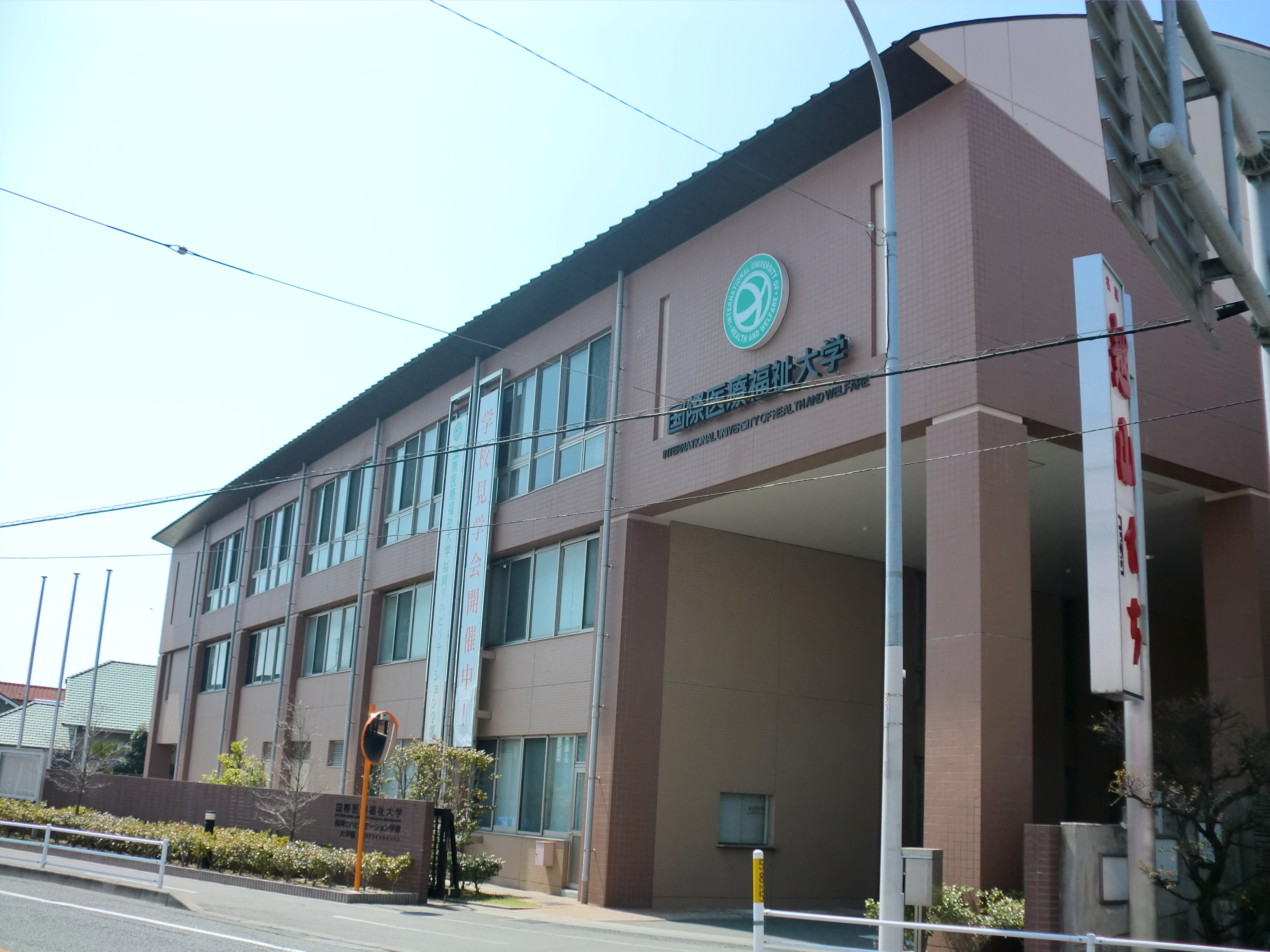
国際医療福祉大学大川キャンパス

### 大学
私立
- 国際医療福祉大学福岡県大川キャンパス
  - リハビリテーション学部→2013年4月から福岡保健医療学部に名称変更

### 専門学校
私立
- 学校法人高木学園 大川看護福祉専門学校
  - 看護学科
  - 介護福祉学科

### 高等学校
- 福岡県立大川樟風高等学校

### 中学校
市立
- 大川桐英中学校（とうえい）
- 大川桐薫中学校（とうくん）

#### 廃校
- 大川中学校（2020年大川桐英中学校に統合）
- 大川南中学校（同上）
- 大川東中学校（2020年大川桐薫中学校に統合）
- 三又中学校（同上）

### 小学校
市立
- 大川小学校（向島、大川桐英中学校区）
- 宮前小学校（向島、同上）
- 川口小学校（一木、同上）
- 大野島小学校（大野島、同上）
- 三又小学校（中古賀、大川桐薫中学校区）
- 道海島小学校（道海島、同上）
- 木室小学校（中木室、同上）
- 田口小学校（三丸、同上）

### 幼稚園
市立
- 木室幼稚園

私立
- 白鷺幼稚園(酒見)
- 梅花幼稚園(榎津)
- 一木幼稚園(一木)
- 三又幼稚園(中古賀)
- 若津幼稚園(向島)

### 保育園
市立
- 大川中央保育園(榎津)

私立
- 大川保育園(向島)
- かささぎ保育園
- 木室保育園
- 清力保育園(鐘ヶ江)
- 田口保育園
- 風浪宮保育園(酒見)
- むつごろう保育園
- あそか保育園(小保)

## 金融機関
銀行

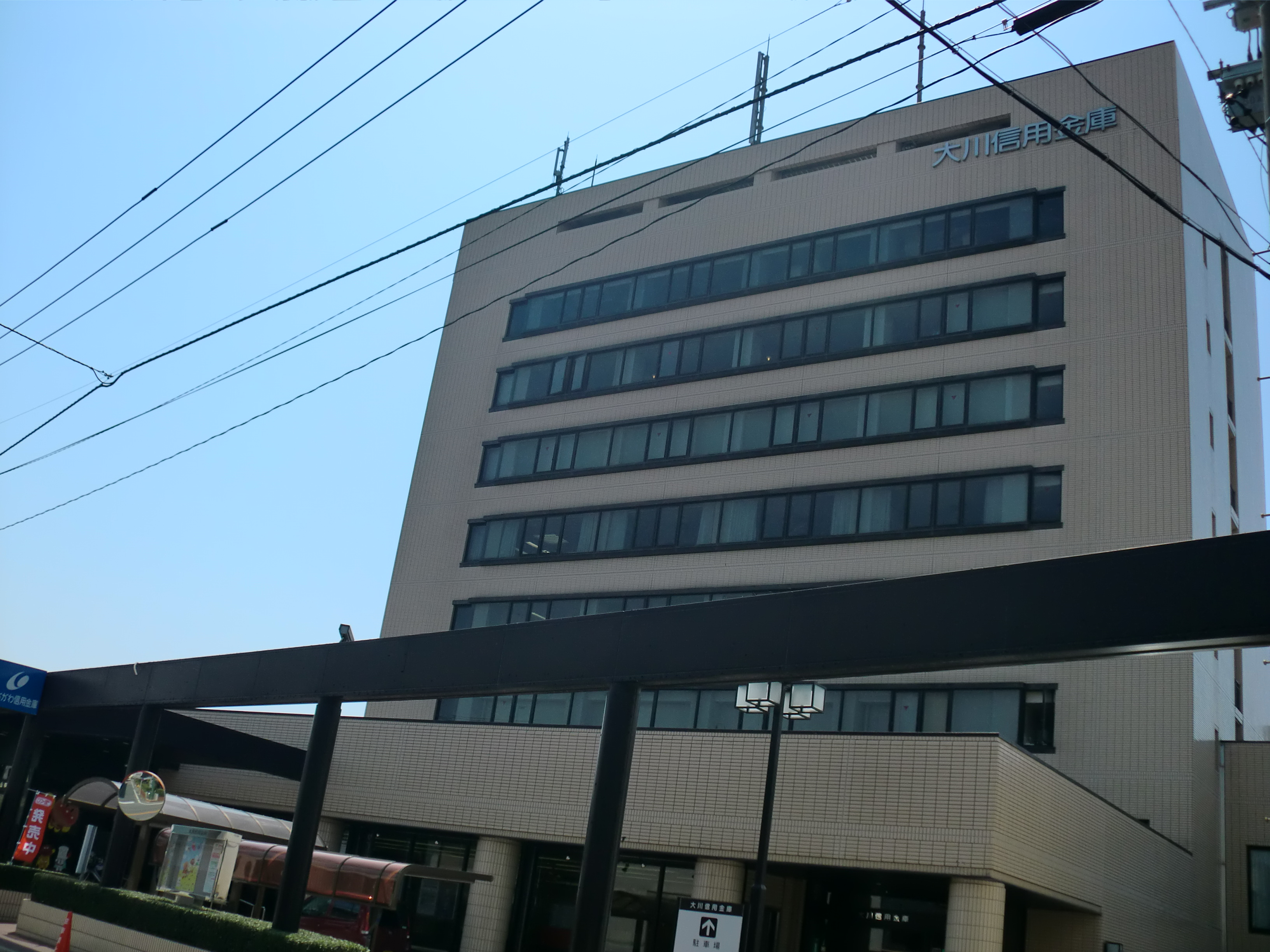
大川信用金庫本店

- 大川信用金庫本店、酒見支店、川口支店、田口支店、鐘ヶ江支店、木室支店。ATMコーナー：ゆめタウン大川店内、若津ATMコーナー
- 筑邦銀行大川支店
- 西日本シティ銀行大川支店、ATMコーナー：ゆめタウン大川店内
- 福岡銀行大川支店、ATMコーナー：大川市役所内、ゆめタウン大川店内、高木病院内
- 福岡中央銀行大川支店
- 佐賀銀行大川支店

郵便局
- 大川郵便局（集配局）

- 榎津郵便局
- 大川若津郵便局
- 大川鐘ヶ江郵便局

- 木室郵便局
- 田口郵便局

- 川口郵便局
- 大野島郵便局

- 道海島簡易郵便局
- 本木簡易郵便局(休業中)

- ゆうちょ銀行熊本支店 ゆめタウン大川内出張所（ATM)

## 防災行政無線
- 本市は、平成21年(2009年)にMCA方式の防災行政無線(ふくおかコミュニティ無線)が整備された。市内59箇所に子局がある。主に小学校や公民館等の施設に屋外拡声器(屋外スピーカー)が設置されている。
- 定時チャイム(時報)として市内59箇所の屋外スピーカーからは通年18:00に「見上げてごらん夜の星を」が放送されている。

## 交通

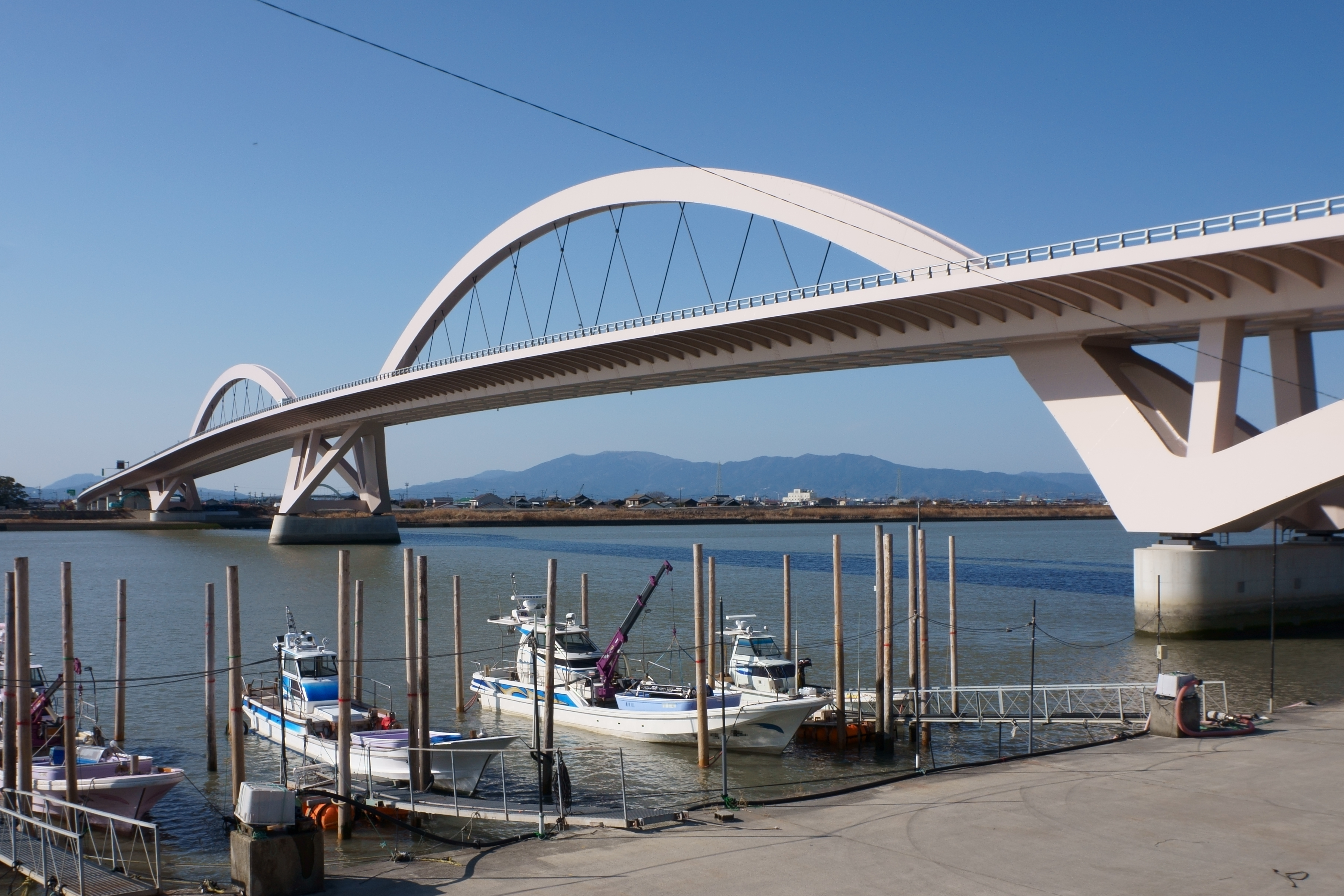
有明海沿岸道路・有明筑後川大橋

### 空港
最寄り空港は佐賀空港であり市中心部から約15km。大川市役所前発着のリムジンタクシーがある。
発着路線数・便数の面で福岡空港のほうが利便性が高いが福岡空港と大川市内を直結する交通機関は存在しない。

### 鉄道
1987年に国鉄佐賀線が廃止されたことにより現在市内に鉄道路線は通っていない。
最寄り駅は市中心部並びに南部では柳川市にある西鉄天神大牟田線西鉄柳川駅、市東部は大木町にある八丁牟田駅、柳川市にある蒲池駅、市北部は久留米市にある大善寺駅である。蒲池駅以外の3駅と佐賀駅からはバスが運行している。
かつては以下の路線が存在した。
- 佐賀線 - 1933年開業（大川市内）、1987年廃止。大川市内には筑後若津駅、筑後大川駅、東大川駅の3駅があった。
- 西鉄大川線（前身：三潴軌道→大川鉄道） - 1912年開業、1951年に筑後川河川改修工事のため休止ののち復活せず1966年に廃止となった。廃線跡として新橋水門付近に橋脚が残っている。
- 三潴軌道 - 1909年開業、1930年廃止。

### 道路

#### 高速道路
- 有明海沿岸道路（地域高規格道路）
  - 大川東IC - 大川中央IC - 大野島IC

※有明海沿岸道路は無料で通行可能であるが、全国的な高速道路網とは直接つながっていない。なお、全国的な高速道路網につながっている高速道路の最寄りインターチェンジは九州自動車道八女ICである。

#### 一般国道
- 国道208号
- 国道385号
- 国道442号
- 国道443号（国道208号のしげあみ交差点から柳川方面へ重複している）

#### 主要地方道
- 福岡県道・佐賀県道18号大牟田川副線
- 佐賀県道・福岡県道19号諸富西島線
- 佐賀県道・福岡県道20号佐賀大川線
- 福岡県道47号久留米城島大川線
- 福岡県道99号大川大木線

#### 一般県道
- 佐賀県道・福岡県道140号大詫間大川線
- 福岡県道702号柳川城島線
- 福岡県道710号宮本大川線
- 福岡県道716号水田大川線
- 福岡県道734号若津港線
- 福岡県道765号鐘ヶ江酒見間線
- 福岡県道767号本町新田大川線
- 福岡県道768号新田榎津線
- 福岡県道769号新田西蒲池線

### 路線バス
西鉄バス久留米により以下の4路線が1時間に1-2本運行されている（カッコ内の太字は大川市内の主要な経由地）。
- 1（佐賀発は42）：柳川市 - 大川市 - 佐賀市旧諸富町 - 佐賀市中心部（西鉄柳川駅 - 柳河保加町 - 中原高木病院前 - 大川橋 - 諸富 - 佐賀駅バスセンター）
- 6：柳川市 - 大川市 - 佐賀市旧川副町（西鉄柳川駅 - 沖端 - 北間 - 大野島 - 早津江）
- 8：筑後市 - 大木町 - 大川市（JR羽犬塚駅 - 西鉄八丁牟田駅 - 中原 - 大野島）
- 15：久留米市街地 - 久留米市大善寺 - 久留米市旧城島町 - 大川市（JR久留米駅 - 六ツ門 - 西鉄大善寺駅 - 城島 - 下林/鐘ヶ江 - 大川橋）

（詳細：大川市内の路線バス案内 - 大川市）

### 路線バス（廃止路線）
- 若津 - 蒲池駅
- 若津 - 本木室 - 城島町江上（現、久留米市） - 西鉄大善寺駅
- 若津 - 東町 - 中原 - 八丁牟田 - 羽犬塚駅（21世紀初頭頃まで大野島農協前行きと1時間毎に交互に運行していた）
- 大川橋 - 小保 - 九網 - 紅粉屋入口 - 北間 - 沖端 - 西鉄柳川駅
- 西鉄柳川駅 - 中原 - 諸富橋 - 早津江 - 佐賀空港
- 西鉄柳川駅 - 筑後川昇開橋（若津）

### おおかわ愛のりバス（生活支援バス）
- 無料運行される福祉バス。各地区週3日運行。対象は高齢者、障碍者のみで運賃無料。

## 名所・旧跡・観光スポット・祭事・催事

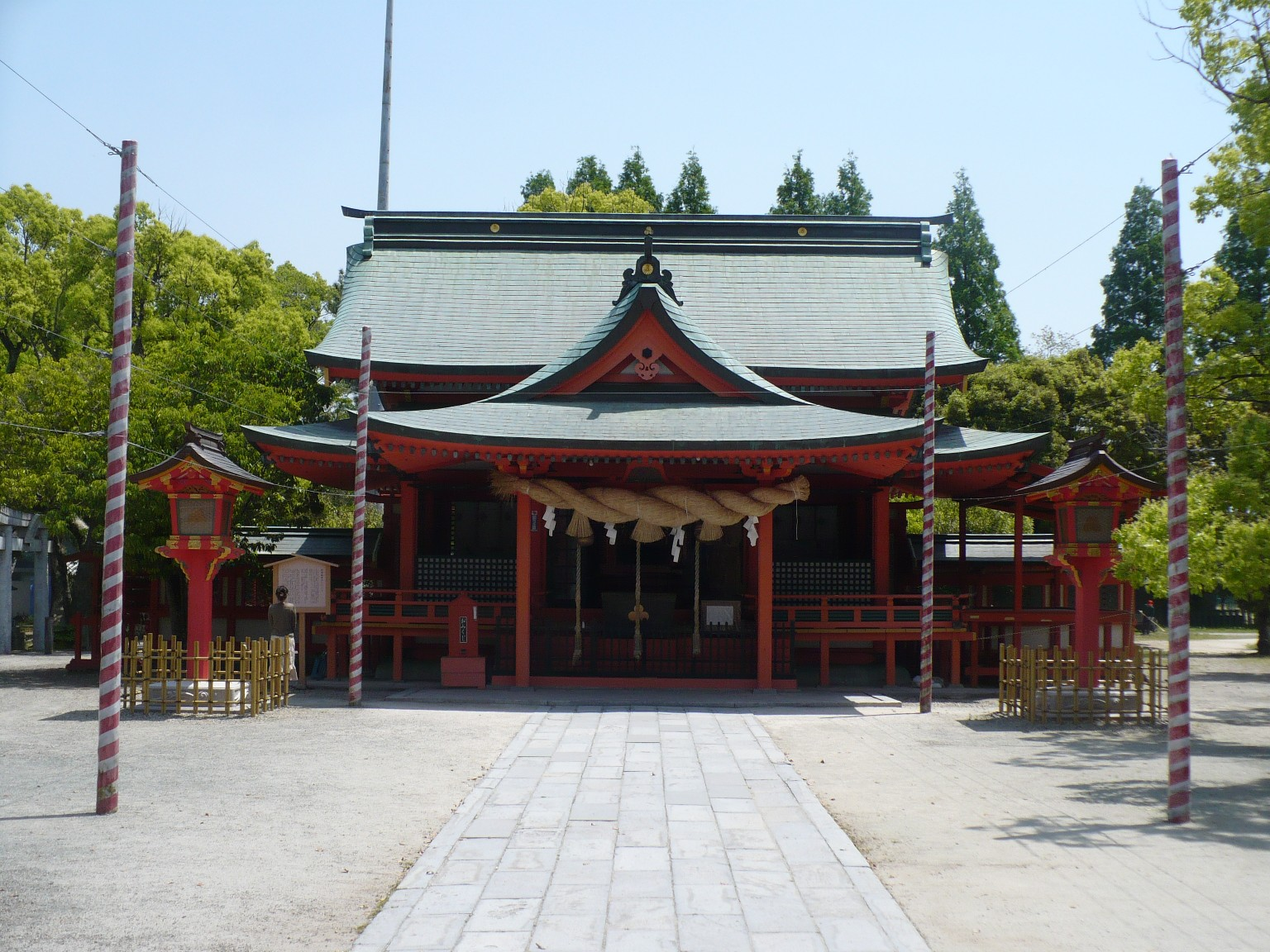
風浪宮

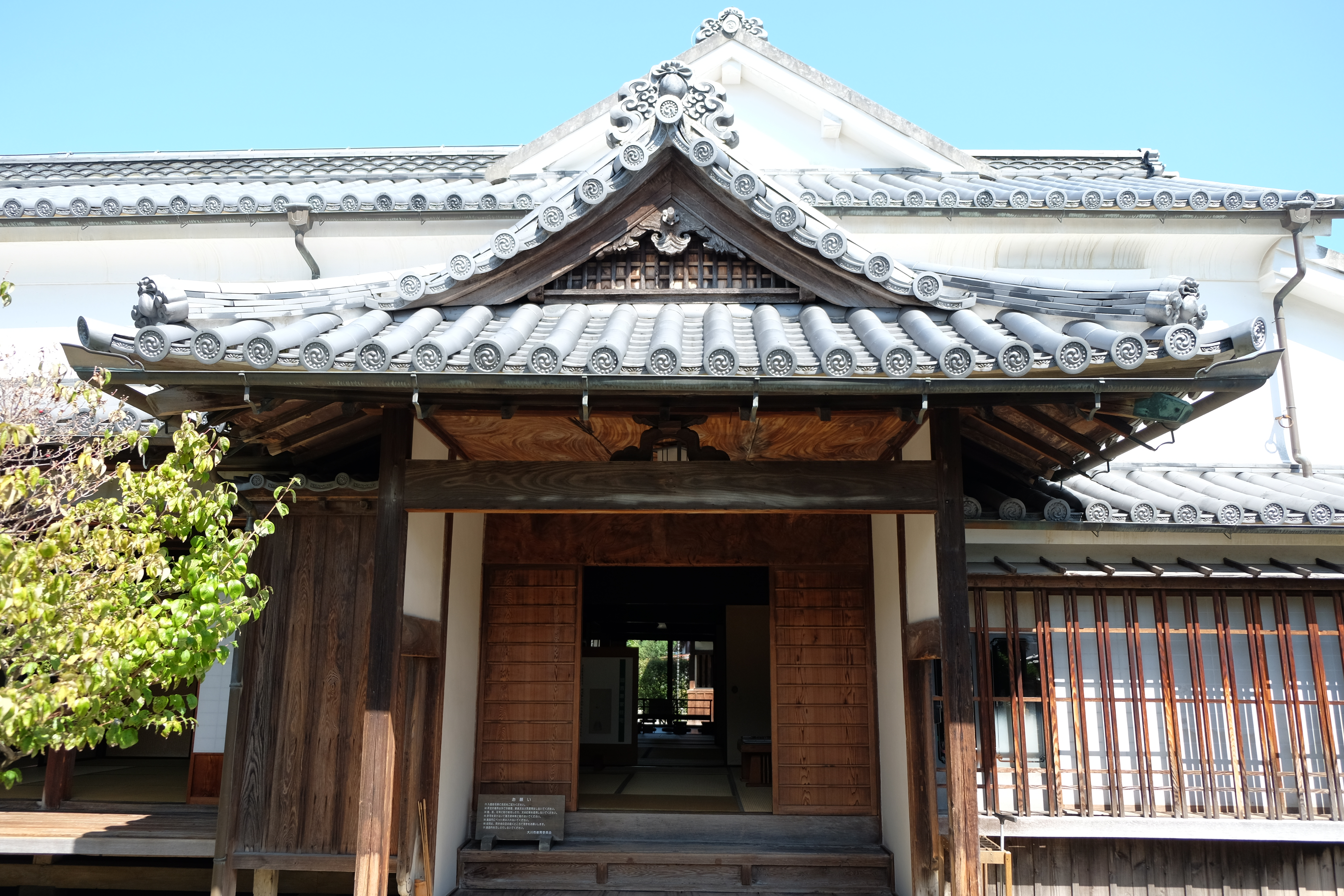
旧吉原家住宅

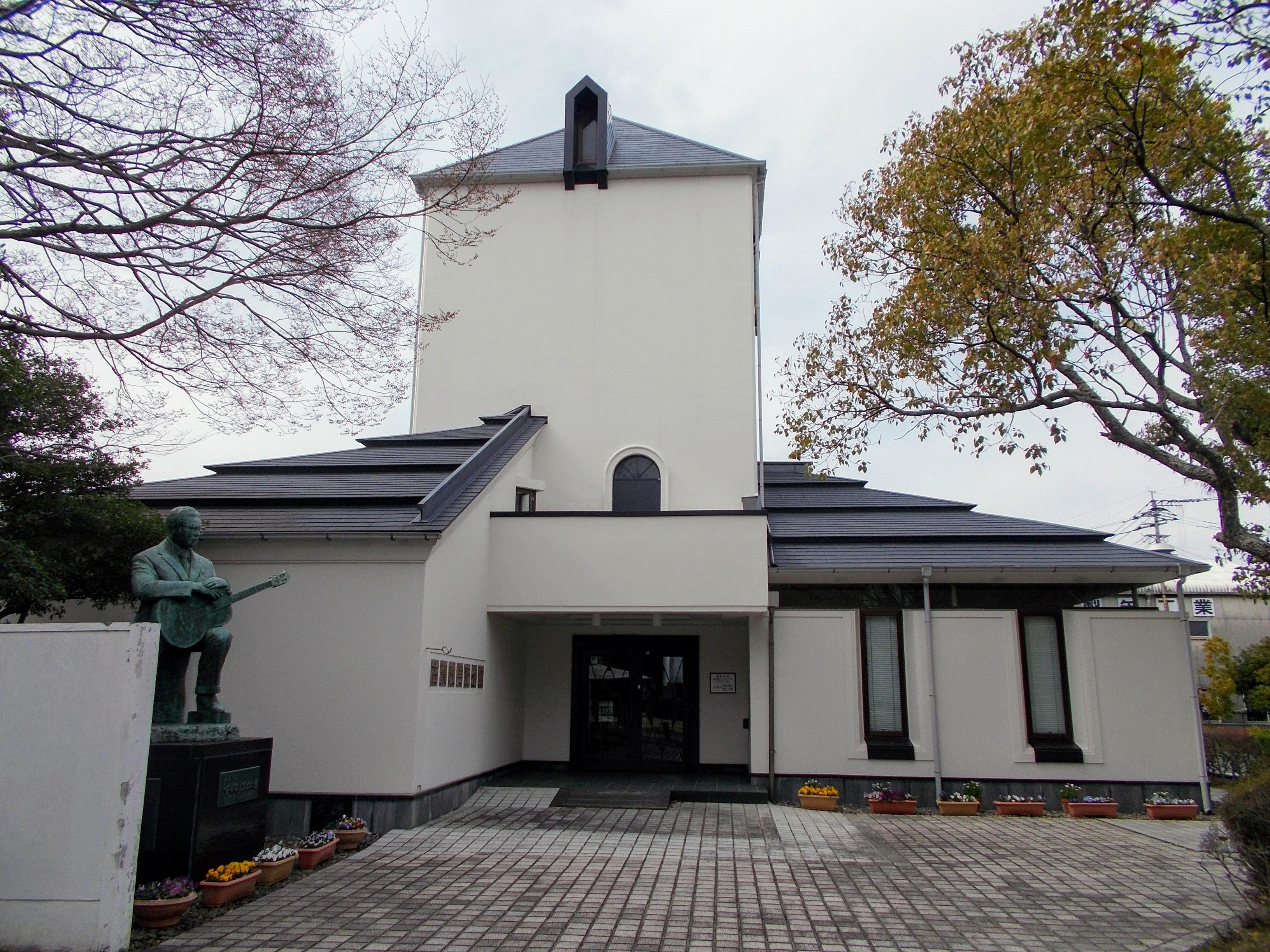
古賀政男記念館

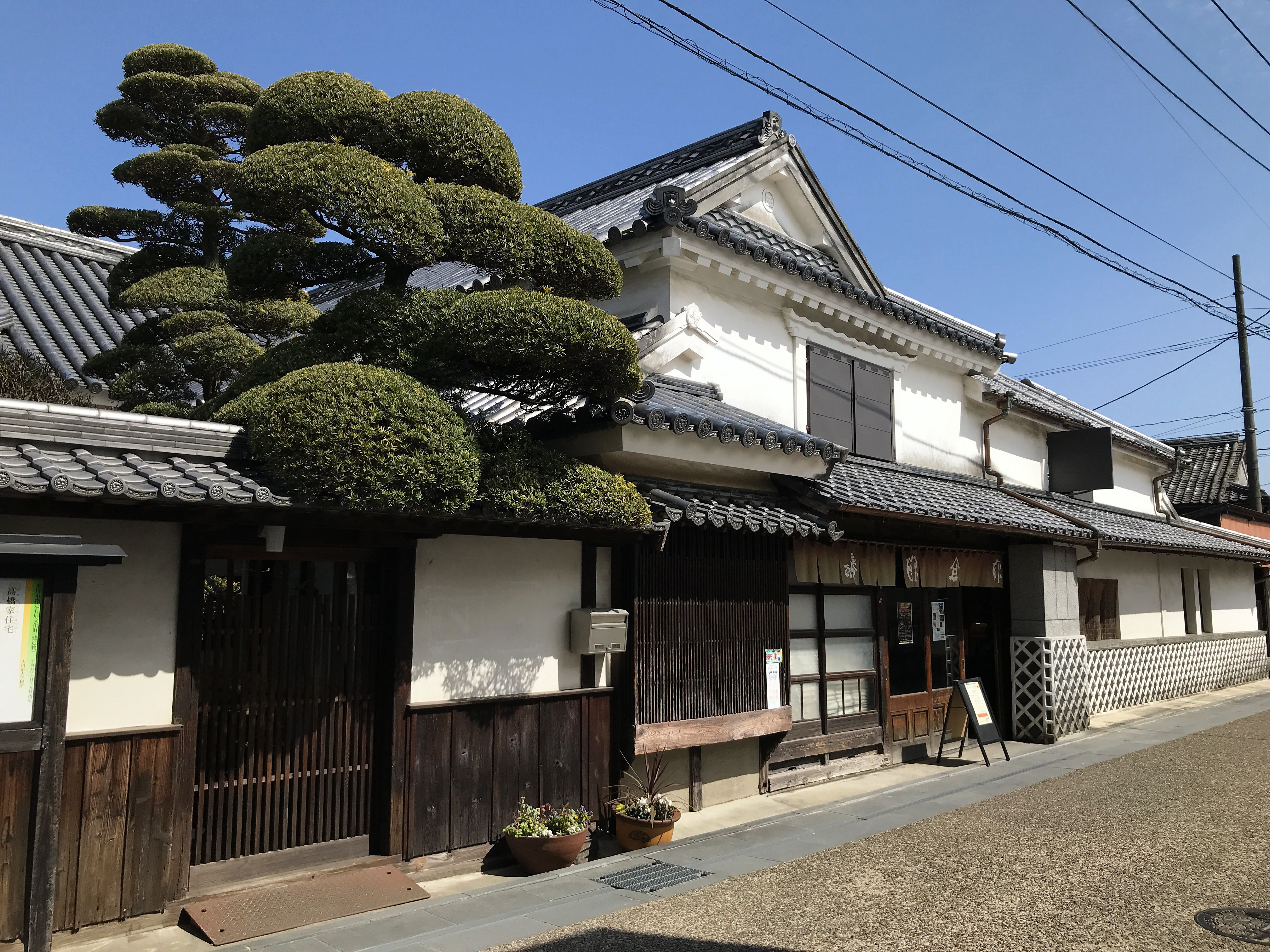
高橋家住宅母屋・庄分酢

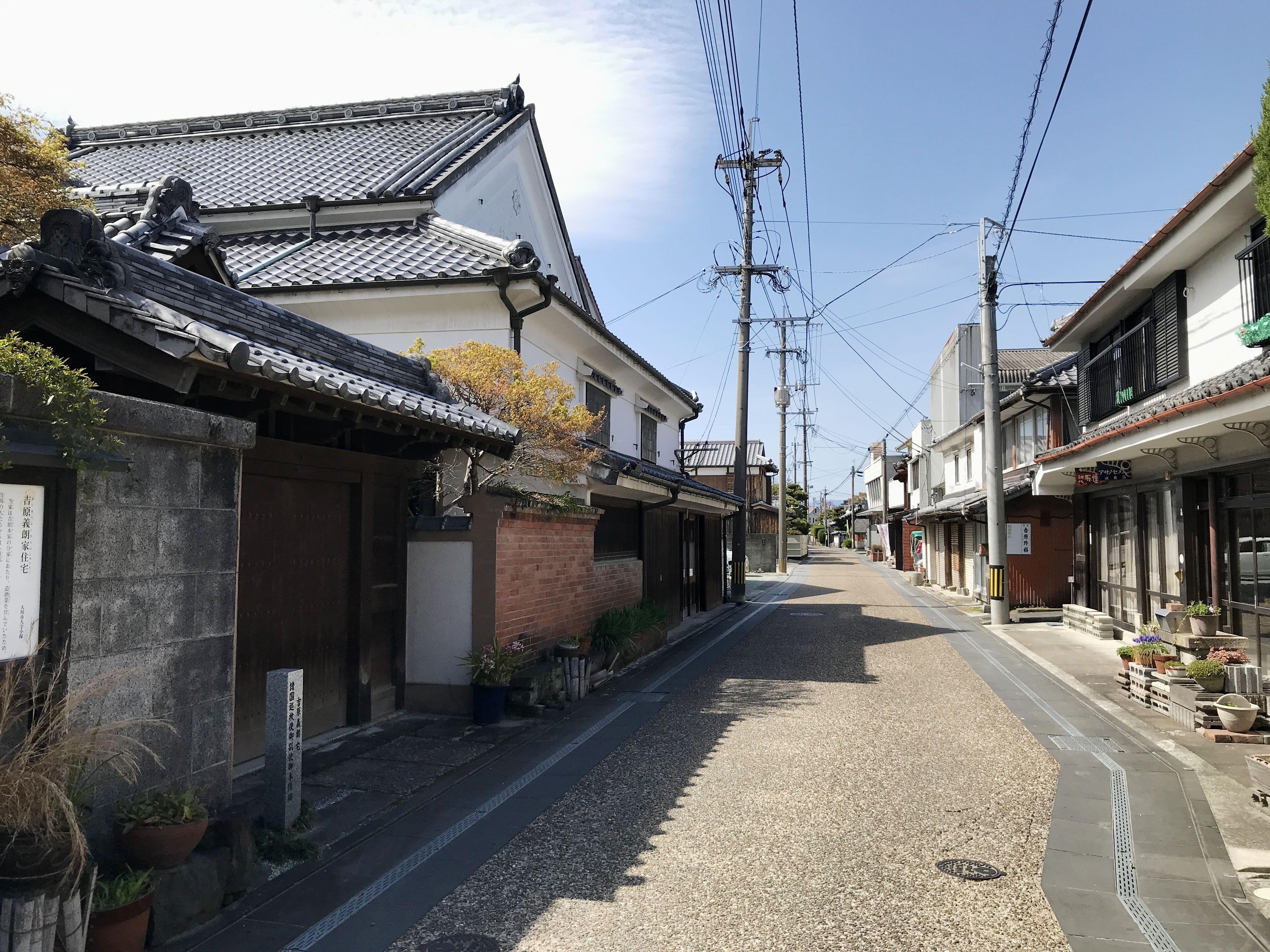
吉原義郎家住宅と小保の通り

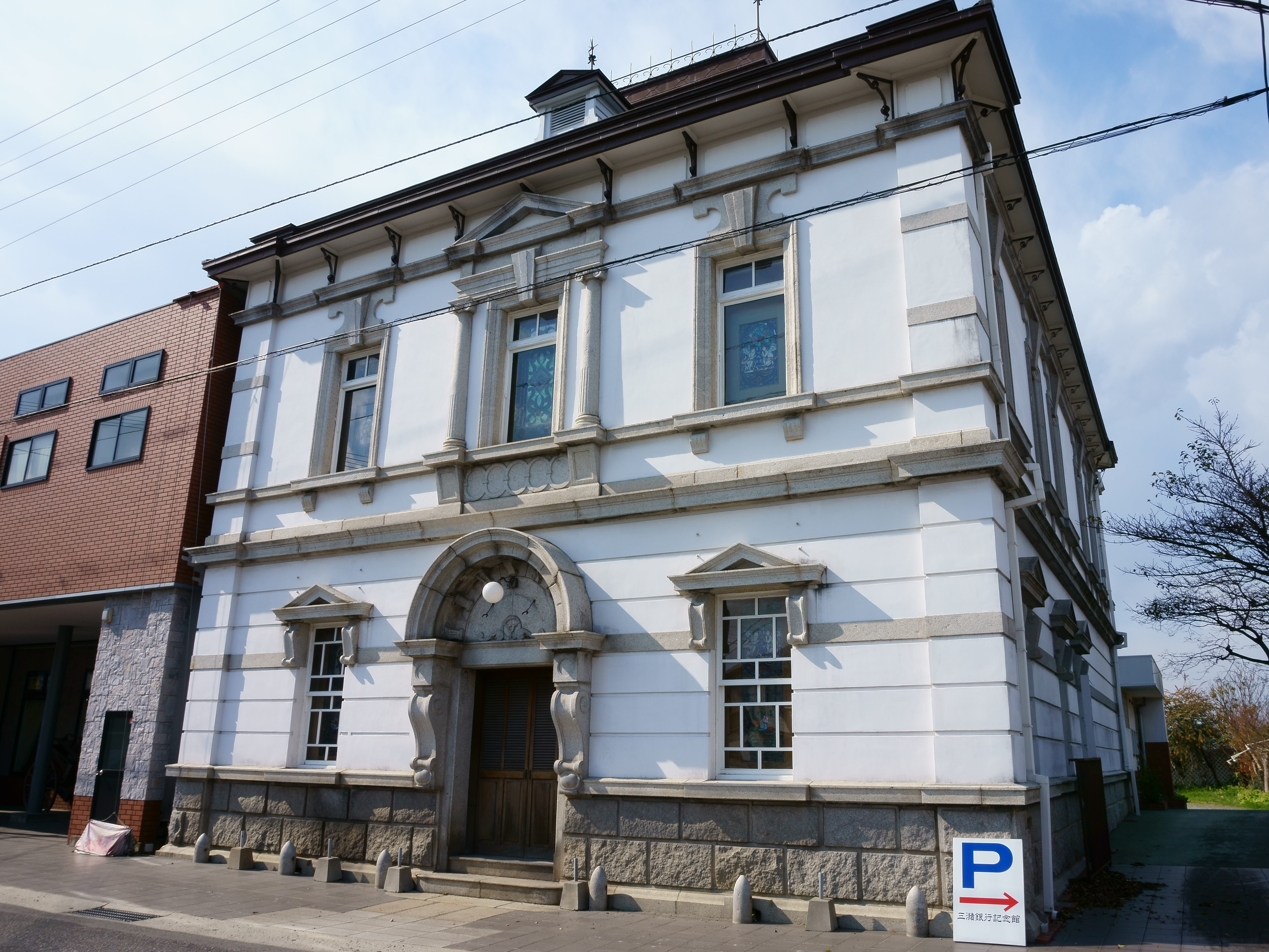
三潴銀行記念館（九州貨幣博物館）

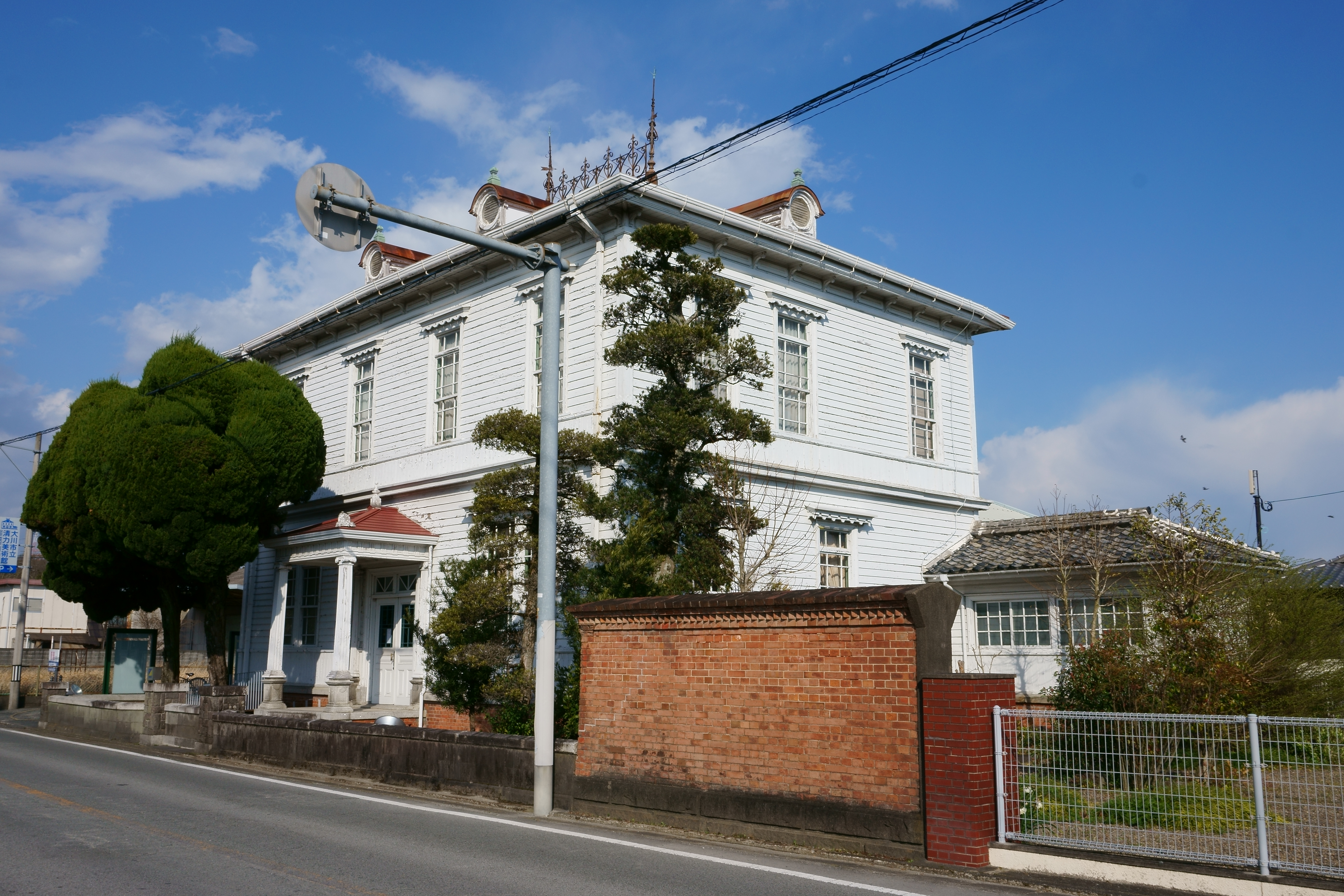
大川市立清力美術館

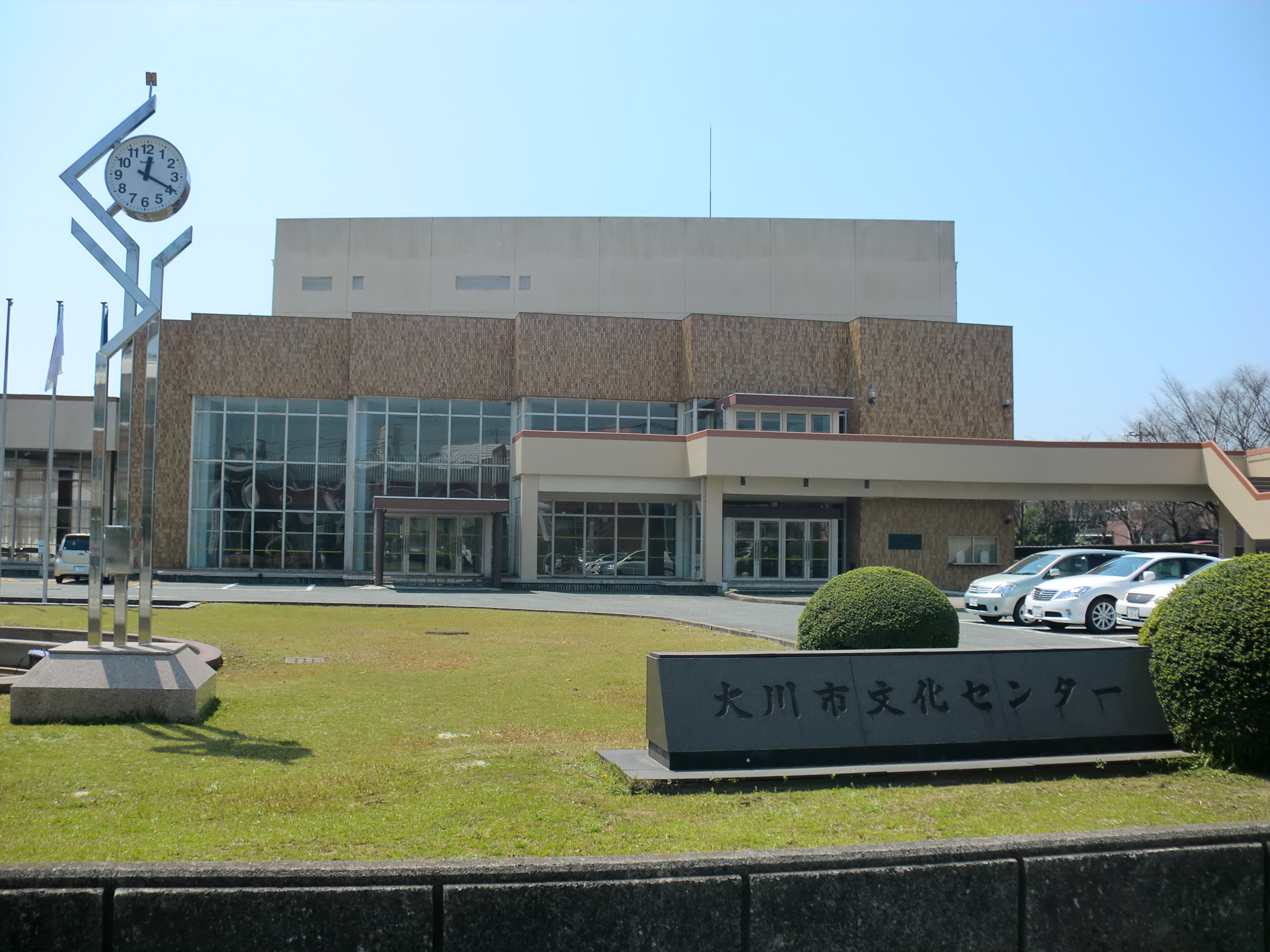
大川市文化センター

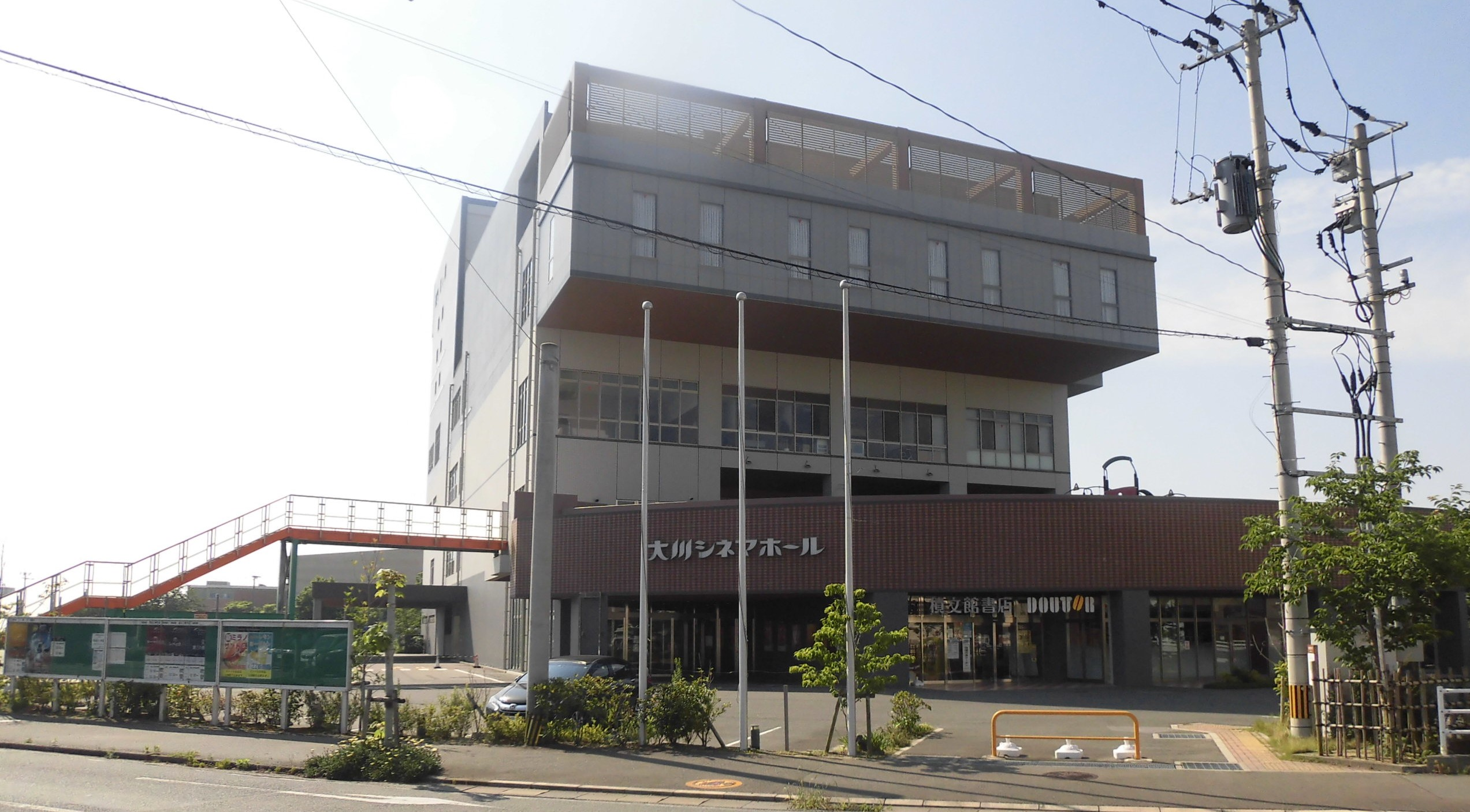
おおかわ交流プラザ

### 文化財
重要文化財（国指定）
- 筑後川昇開橋
- 旧吉原家住宅(小保)
- 風浪宮（本殿、石造五重塔）

福岡県指定文化財
- 木造聖観音坐像
- 石造狛犬

福岡県指定有形民俗文化財
- 日吉神社の船神輿

天然記念物（国指定）
- カササギ生息地（市域全域）

福岡県指定天然記念物
- 白鷺の楠

大川市指定文化財
- 久留米藩御用絵師画稿類など
- 旧清力酒造株式会社事務所（現在は市立清力美術館）
- 旧三潴銀行本店（現在は、三潴銀行記念館・九州貨幣博物館）

### 宗教施設
神社
- 風浪宮  (酒見)
- 正一位稲荷大明神
- 水天宮（榎津、上新田）
- 三柱神社 (向島)
- 日吉神社
- 小保八幡神社 (小保)
- 住吉神社（小保）
- 大海神社  (榎津)
- 江神社（下新田）

仏閣
- 願連寺：榎津久米之介の墓  (榎津)

### 博物館など
- 市立清力美術館
- 市立古賀政男記念館
- 三潴銀行記念館

### 温泉施設
- 大川温泉

### 年間行事・祭事
- 風浪宮例大祭（2月上旬）
- 肥後街道を行く（4月下旬）
- 筑後川昇開橋スタンプラリー／筑後川フェスティバルin大川／昇開橋まつり（5月下旬）
- 大川花火大会（8月上旬から中旬ごろ）
- 大川木工まつり（10月上旬）
- 雲助道中(若津地区のみ）

## 著名な出身者
- 山崎達之輔 (1880-1948)-（政治家、元農林大臣、逓信大臣、農商務大臣）
- 山崎巌 (1894-1968)-（政治家、元内務大臣、自治大臣）
- 山崎平八郎 (1911-1989)（政治家、元国土庁長官・衆議院議員、元農林省九州農政局長）
- 大川栄策（演歌歌手）
- 岡幸二郎（俳優）
- 陣内孝則（俳優）
- KABA.ちゃん（タレント、振付師）
- 古賀政男 (1904-1978)-（作曲家）
- 古賀一成(サッカー選手・セレッソ大阪)
- 古賀正紘（サッカー選手・アビスパ福岡所属）
- 古賀誠史（サッカー選手・S.C.相模原所属）
- 大坪博和（サッカー選手・佐川印刷サッカー部所属）
- 大潮清治郎 (1900-1979)-（大相撲力士）
- 輪鵬和久（大相撲力士）
- 的場文男（騎手・大井競馬場所属）
- 林田竜次（お笑いコンビヒットマン）
- 丸田輝久（元熊本県民テレビアナウンサー）
- 中村サチコ（声優）
- 金子勇（社会学者）
- 野口忠行（画家）
- 執行正俊（舞踊家）
- 八田康介（サッカー選手・アビスパ福岡所属）
- 萩島哲（九州大学名誉教授）
- 山浦久司（明治大学名誉教授、会計検査院長）
- 江崎道朗（評論家）
- 関文彦（実業家、関家具創業者）

## 大川市が登場または舞台となる作品
- のだめカンタービレ（漫画・アニメ・テレビドラマ：二ノ宮知子著／講談社刊）主人公、野田恵（のだめ）が当市出身の設定。
- 嫌われ松子の一生（小説：山田宗樹著／幻冬舎刊）
- 白仏（小説：辻仁成著／文春文庫）

## 電話
市外局番は0944（瀬高MA）